# Liste der Monuments historiques in Inguiniel
Die Liste der Monuments historiques in Inguiniel führt die Monuments historiques in der französischen Gemeinde Inguiniel auf.

## Liste der Bauwerke
| Bezeichnung          | Beschreibung | Standort            | Kennzeichnung | Schutzstatus | Datum | Bild |
| -------------------- | ------------ | ------------------- | ------------- | ------------ | ----- | ---- |
| Calvaire de la croix |              | Lochrist (Lage)     | PA00091306    | Inscrit      | 1933  |      |
| Kapelle              |              | Locmaria (Lage)     | PA00091307    | Inscrit      | 1934  |      |
| Kapelle St-Claude    |              | Saint-Claude (Lage) | PA00091308    | Inscrit      | 1974  |      |

## Liste der Objekte
- Monuments historiques (Objekte) in Inguiniel in der Base Palissy des französischen Kultusministeriums